# Lynaktion Ipcress (film)
Lynaktion Ipcress eller på engelsk The Ipcress File, er en britisk spionfilm instrueret af Sidney J. Furie som medvirker Michael Caine, Guy Doleman og Nigel Green. Filmen er baseret på bogen af samme navn fra 1962.